# Уплотнение (жильё)

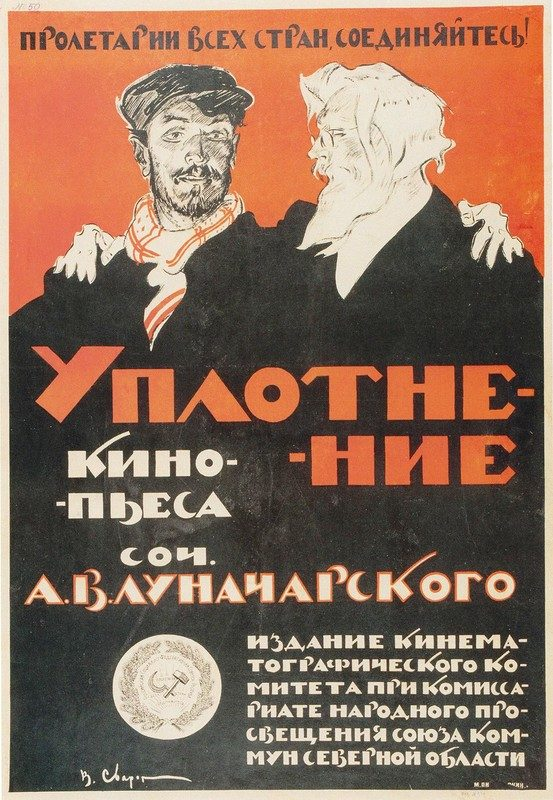
Плакат к фильму «Уплотнение». Слесарь обнимает профессора, к которому его подселили

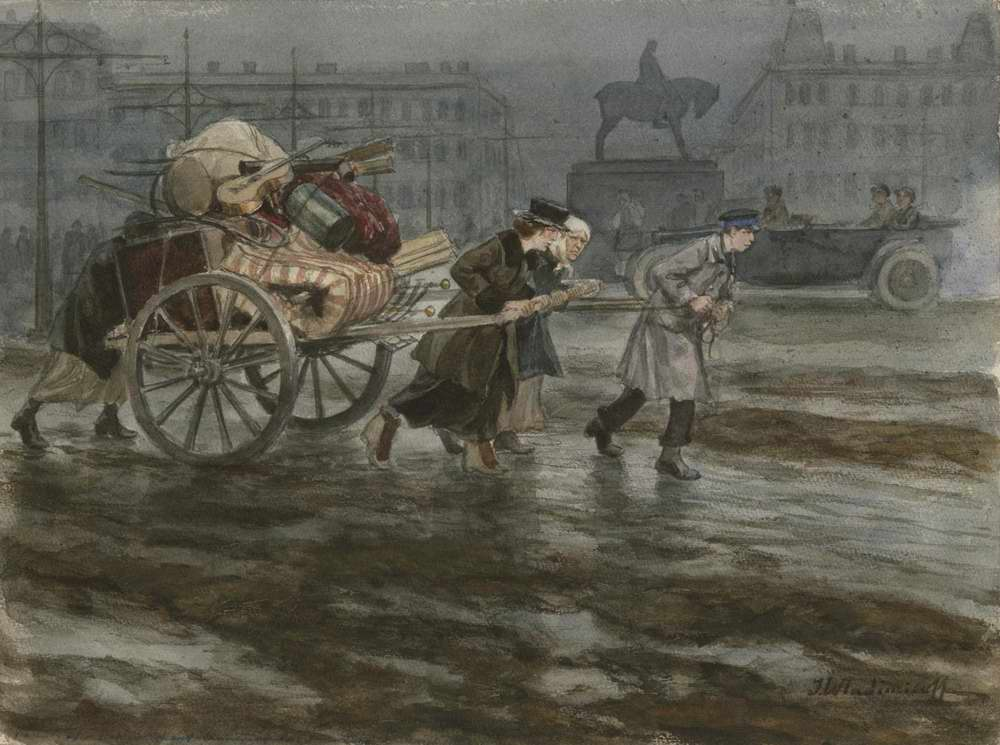
Выселенные. Картина Ивана Владимирова

Уплотне́ние (также именовавшееся на советском сленге «подселением», а новые жильцы соответственно «вселенцами», «подселенцами», реже «поселенцами») — принятая в Советском Союзе практика решения «жилищного вопроса», когда проблема решалась не за счёт строительства новых жилых площадей, а за счёт более тщательного освоения уже имеющихся. Практика возникла в Советской России в 1918—1920 годах, и в ту пору представляла собой изъятие у лишенцев (бывшей буржуазии и других представителей «эксплуататорских классов», составлявших на тот момент не менее 10% населения страны) «излишков» жилплощади, проведённое в городах в отношении квартир, арендуемых населением у владельцев жилых площадей в доходных домах и других домовладениях. Местами бывших владельцев жилья вообще выгоняли на улицу, местами, за примерное поведение, отводили те или иные участки в их бывших владениях. Целью уплотнения было рассредоточение «пролетариата» — прибывающих в город крестьян и городского «трудового элемента» с рабочих окраин в центральные городские кварталы. Под всё это была подведена научно-теоретическая база и проводилось это под лозунгом «восстановления социальной справедливости», сопротивлявшиеся сходу причислялись к «контре» и бессудно уничтожались. Когда владельцы жилья оказавшиеся под угрозой выселения, предлагали свои комнаты друзьям и знакомым, чтобы избежать вселения посторонних лиц с улицы, это называлось «самоуплотнением». Практика «подселения» практиковалась не только в многоквартирных домах, но и в частных домовладениях, загородном жилье, дачах и т. п., — так, писатель Максим Горький, после того как его дачу «уплотнили» колхозниками в 1921 году, уехал из Советской России на Запад. Чтобы избежать «уплотнения» нужно было либо иметь высокую протекцию в партийных кругах, либо получить «охранную грамоту» на загородное жильё (власти ставили туда охранников), чтобы избежать стихийного заселения временно пустующего или сезонного жилья, по этой причине все дачи партфункционеров в Подмосковье и Ленобласти были под круглогодичной охраной. После ликвидации буржуазии и других классов, практика уплотнений и подселений никуда не ушла, она активно практиковалась в дальнейшем и одновременно с выселениями прежних жильцов в том числе во время так называемого «мирного присоединения» соседних с Советской Россией республик, — в крупные города с нерусским населением массово ввозилось русскоговорящее население из уже имеющихся советских республик и расселялось по квартирам местных жителей, — это называлось «братской помощью» «молодым республикам». Уплотнение и подселение в первые годы советской власти проходило местами стихийно, местами под руководством домкомов, комбедов и других органов революционной власти. В последующие периоды советской истории, вопросами уплотнения и подселения ведали домкомы, ЖЭКи, КЭЧ, управдомы и прочие органы и должностные лица. Кроме СССР такая же практика существовала в странах соцлагеря. В относительно более мягких формах по сравнению с послереволюционным и сталинским периодом, практика подселения просуществовала до краха советской системы и некоторое время после, до приватизации жилья в 1990-е годы (там, где жильё не было приватизировано, или было приватизировано частями, подселение практиковалось и позднее).

## Предыстория
Понятие «квартирный вопрос» возникло задолго до Октябрьской революции и заключалось в том, что многие фактически жили в коммунальных квартирах, снимая у владельцев (собственников зданий и оптовых арендаторов) отдельные комнаты, «углы» и «койки». Таким образом, послереволюционные «уплотнения» не породили коммунальные квартиры, а лишь перераспределили этот тип заселения с окраин и предместий в центральные районы городов.

## История
Декрет Президиума ВЦИК от 20 августа 1918 года «Об отмене права частной собственности на недвижимости в городах» упразднил право частной собственности на жилье и передал жилые дома в распоряжение органов местной власти. При этом в ряде городов муниципализация была проведена ещё раньше. Так, в Москве согласно постановлениям Моссовета «о городских недвижимостях» от 30 ноября, 12 декабря 1917 года и 26 января 1918 года отменялось право частной собственности на дома, если их стоимость была не менее 20 тысяч рублей, или если чистый годовой доход с найма превышал 750 рублей.
В Москве постановление Моссовета от 12 июля 1918 года «О распределении жилых помещений в г. Москве» определило базовую норму заселения при уплотнении из расчёта 1 комнаты на 1 взрослого человека. Этим критерием норма не исчерпывалась; аналогичный норматив, установленный Петросоветом, гласил

§2. … относится к квартирам, заселённым согласно норме уплотнения квартир, т. е. по одной комнате на каждого взрослого человека, одной комнате на двух детей и одной комнате для профессиональных занятий.— Весь Петроград за 1923 год. Отдел X. Наиболее необходимые населению сведения правового характера. — С. 301.
Ордера на вселение граждан выдавались районными жилищными советами, на основании которых домовые комитеты предоставляли комнаты и квартиры. 11 сентября 1918 года Моссовет издал постановление «О порядке реквизиции жилых помещений и движимого имущества», в котором впервые был сформулирован «принцип изыскания и предоставления рабочим жилых помещений за счет буржуазно-паразитических элементов». 26 октября 1918 года было принято постановление «Об учёте и распределении жилых и нежилых помещений в г. Москве». В нём устанавливался минимальный порог при уплотнении (2 кв. сажени на 1 взрослого человека, около 9 м²).
В служебной инструкции, выработанной ЖЗО Моссовета, всё городское население делилось на четыре категории:
- «организованные коммунисты», семьи красноармейцев, находившихся на фронтах гражданской войны — «получают всё и остаются на своих квартирах»;
- рабочие, мелкая и средняя интеллигенция могли претендовать на получение «хороших комнат в других домах»;
- «крупная интеллигенция», советские служащие, «буржуа, не имевшие недвижимости» уплотнялись согласно норме;
- «буржуа, ликвидировавшие свои дела и живущие спрятанными капиталами или имеющие собственность» выселялись из Москвы, «у них отбирается все и выдается только „походный паек“: пара белья, подушка, одеяло, то есть, что полагается красноармейцу, уезжающему на фронт».

В результате осенью 1918 года из Москвы было выселено 3 197 «буржуазных семей» (около 15 тысяч человек), а в их квартиры было вселено более 20 тысяч рабочих. Всего же за 1918-1924 годы в Москве в более благоустроенные квартиры было переселено почти 500 тысяч, а в Петрограде 300 тысяч человек. Существенное улучшение жилищных условий широких масс трудящихся было одной из целей политики, и воспринималось как значительное социальное завоевание.
Ленин в своей статье «Удержат ли большевики государственную власть?», написанной ещё до Октябрьской революции, так описывал порядок уплотнений:
Пролетарскому государству надо принудительно вселить крайне нуждающуюся семью в квартиру богатого человека. Наш отряд рабочей милиции состоит, допустим, из 15 человек: два матроса, два солдата, два сознательных рабочих (из которых пусть только один является членом нашей партии или сочувствующим ей), затем 1 интеллигент и 8 человек из трудящейся бедноты, непременно не менее 5 женщин, прислуги, чернорабочих и т. п. Отряд является в квартиру богатого, осматривает её, находит 5 комнат на двоих мужчин и двух женщин.

— «Вы потеснитесь, граждане, в двух комнатах на эту зиму, а две комнаты приготовьте для поселения в них двух семей из подвала. На время, пока мы при помощи инженеров (вы, кажется, инженер?) не построим хороших квартир для всех, вам обязательно потесниться. Ваш телефон будет служить на 10 семей. Это сэкономит часов 100 работы, беготни по лавчонкам и т. п. Затем в вашей семье двое незанятых полурабочих, способных выполнить легкий труд: гражданка 55 лет и гражданин 14 лет. Они будут дежурить ежедневно по 3 часа, чтобы наблюдать за правильным распределением продуктов для 10 семей и вести необходимые для этого записи. Гражданин студент, который находится в нашем отряде, напишет сейчас в двух экземплярах текст этого государственного приказа, а вы будете любезны выдать нам расписку, что обязуетесь в точности выполнить его».
В ноябре 1918 года газета «Известия» писала: «Жилищные комиссии переселяют всех, кто так или иначе попадает им в руки. При этом не разбирают: под один ранжир подгоняют и буржуазию, и советских работников, ответственных и безответственных, и рабочих, и коммунистов. Переселяют, выселяют и уплотняют абсолютно всех, без всякого разбора».
Вселение рабочих в квартиры интеллигенции неизбежно приводило к конфликтам. Так, жилищные подотделы были завалены жалобами жильцов на то, что «подселенцы» ломали мебель, двери, перегородки, дубовые паркетные полы, сжигая их в печах .
В первой половине 1920-х годов домоуправления принуждали жильцов, имевших «излишки жилой площади», устанавливать внутриквартирные перегородки с последующим вселением в образовавшиеся комнатки новых жильцов. У тех, у кого были «излишки жилой площади» в виде отдельных комнат, эти комнаты изымались. Исполкомы пытались изымать «излишки жилой площади» даже в домах жилищно-арендных и жилищных кооперативных товариществ. 16 августа 1926 года был издан декрет ВЦИК и СНК РСФСР «Об ограничении принудительных уплотнений и переселений в квартирах». Он запрещал самовольно «обязывать граждан устанавливать внутрикомнатные перегородки или производить иные перепланировки квартир для изъятия имеющихся у жильцов внутрикомнатных излишков площади», это разрешалось лишь в судебном порядке  в двух оговоренных случаях: когда у съемщика жилого помещения имеется «излишняя непроходная» комната и при наличии у него комнаты проходной, но такой конфигурации, что ее, благодаря перепланировке, можно превратить в непроходную. Соответственно, домоуправление могло требовать через суд изъятия «излишней непроходной» комнаты, а также получало право превращать по решению суда и при наличии «хозяйственно-технической возможности» проходные комнаты в непроходные. В домах, закрепленных за государственными и приравненными к ним учреждениями и предприятиями, разрешалось производить принудительное уплотнение и переселение жильцов в пределах дома органами милиции по заявлению руководящего органа того государственного учреждения, за которым закреплен дом. Декрет предусматривал, что «при принудительном уплотнении и переселении в закрепленных домах не могут быть вселены в одну комнату лица разного пола, кроме супругов и детей моложе десяти лет» .

## В культуре

### Художественная литература
Уплотнение профессора стало сюжетом одного из первых советских кинофильмов, снятых в 1918 году («Уплотнение»), и описывается в сатирической повести Михаила Булгакова «Собачье сердце», написанной в 1925 году.
- Владимир Зазубрин — «Общежитие» (1923).

### Кинематограф
- «Уплотнение» (РСФСР, 1918).
- «Окно в Париж» (Россия, 1993).